# Antonio Santos
Antonio Santos Menor (Pontevedra, España; 4 de junio de 1943 - Guayaquil, Ecuador; 1 de octubre de 2016) fue un dramaturgo, poeta, cantante, bailarín, director de teatro, actor de teatro, cine y televisión hispano-ecuatoriano.

## Biografía
Antonio Santos nació en Pontevedra, España, el 4 de junio de 1943, era hijo de Manuel Santos Iglesias y Dolores Santos Menor. Su padre era oriundo de Seixalbo, Galicia, y fue un bailarín extrovertido que le gustaba las fiestas. Su madre era oriunda de Orense y en su juventud vivió con sus padres en Cuba, hasta que después de varios años regresó a España como modista y sastre. Su padre se ahogó en la isla del Lazareto en la ría de Vigo.
En su familia había músicos, su abuelo tocaba el clarinete, su madre el violín y sus tíos variados instrumentos. Santos estudió en la Academia Minerva y siempre se sintió inclinado por el baile.
La Compañía de teatro "Fisan" de Madrid instaló su carpa en la vera del río Lérez en Pontevedra, para brindar presentaciones alrededor de 1951. Sin embargo, un huracán arrasó la carpa. Por ello un vecino de Santos, quien era amante del teatro, realizó una función benéfica en el Teatro Principal para poder ayudarlos, y Santos, que tenía 8 años, concurrió al ensayo pidiendo que le dejaran bailar, a lo que tocaron la música Tani, mi Tani y lo aceptaron para la presentación. Desde entonces formó parte de la compañía Xan das Bolas, la cual contaba con cantantes, bailarines y diversos artistas con los que realizaba giras de dos o tres meses por España.
Luego de esto tomó clases de flamenco y también estuvo inmerso en el mundo del teatro con la obra La sepultada en vida, donde interpretaba a un hijo raptado. Durante este periodo se graduó de bachiller en el Instituto Superior de Pontevedra.
En 1963 llegó a Ecuador, donde su tío Antonio Santos Menor trabajaba de trompetista en la orquesta Blacio Junior. Santos ingresó a trabajar en Canal 4 Telesistema junto a Magdalena Macías, Alisva Rodríguez, Rosario Ochoa, Chela Rubira, Ángela Játiva, Meche Mendoza, Roberto Garcés, Miguel Ángel Albornoz, Vicente Espinales, Pedro Ortiz, Keneth Carrera, Carmen de la Torre, Oliverio Maldonado y Raquel López bajo la dirección de Emilio Díaz en las novelas El Derecho de Nacer, Ni al amor ni al mar, La Chola María, Narcisa de Jesús y varias más durante cuatro años.
Trabajó en la famosa Novela Camay desde que Concha Pascual lo llevara a Radio América, transmitiendo en directo desde las ocho de la noche. Junto a Manolo Ocaña y Delia Garcés trabajó durante casi un año en el drama La Mentira. Con Elsa López y Alisva Rodríguez trabajó en la primera fotonovela del país, llamada Pamela. Luego llegó a Radio Bolívar con Blanca Salazar, donde laboró por doce años con la novela Pepsi Cola y los programas El Desayuno familiar y Así sucedió.
También trabajó en el teatro con el Grupo Huancavilca de Hugo Salazar Tamariz y Luis Martínez Moreno para el Núcleo del Guayas de la Casa de la Cultura Ecuatoriana, pero el grupo pasó a cargo de Paco Serrano y más tarde por Felipe Navarro debido a la persecución que la dictadura militar inició en contra de los primeros directores del grupo. Con dicho grupo recorrió el país y más tarde Rodrigo Chávez le pidió que realizara obras de su autoría como El embrujo de la huerta y El tigre de Bulubulo.
En 1965 junto a Raymond y Gerard Raad, Nana Piñeiros, Toty Rodríguez, Estela y Lola Álvarez integraron el Teatro Universitario Agora dirigido por Ramón Arias con el que presentaron varias obras, como La Cuerda de Patrick Hamilton, Historias para ser contadas de Oswaldo Dragón y Un extraño en la niebla de Sergio Román. Para 1966 junto a Rosa Amelia Alvarado Roca, Jenny Estrada, Ottón Chávez Pazmiño y Alisva Rodríguez integraron el grupo Los Guayacanes de José Martínez Queirolo con el que presentaron obras como Que en Paz Descanse, La Torre de Marfil, Cuestión de vida o muerte y Los unos versus los otros.
En 1967 fue parte del programa en vivo Cartas de Amor de Canal 2, donde formó parte del elenco junto a Alisva y Toty Rodríguez, Miguel Ángel Albornoz y Alfonso Espinosa de los Monteros. En 1969 actuó en Carta Georgina y La Amada Inmóvil. En el Festival Nacional de Teatro de la Casa de la Cultura, mientras se presentaba en la obra Que en Paz Descanse, fue visto por Ernesto Albán, quien le contrató para realizar presentaciones a nivel nacional con su compañía, realizando obras cómicas españolas como El Padre Pitillo de Arniches, Los hijos artificiales, Mi suegra es una fiera y en la revista musical llamada Sin regiones ni rencores, además realizó una Estampa Quiteña de Albán y su compadre Zarzosita, trabajando hasta 1974, cuando Albán fue operado por una enfermedad del corazón.
El 1982 editó su primer poemario, Del odio y la ternura, con prólogo de Gonzalo Espinel Cedeño, en 1985 con "Las Uvas prohibidas" y en 1995 con El niño cósmico y otros cantos.
Trabajó en telenovelas ecuatoriano-venezolanas en los años 90 como Isabela, Ángel o Demonio, Dulce Tormento y María Soledad para Ecuavisa, y en las miniserie del clásico de la literatura nacional "A la Costa" de Luis A. Martínez para Ecuavisa. Fue parte del elenco de las miniseries Doble Trampa dirigida por Cari West para Ecuavisa y J.J. El ruiseñor de América para Teleamazonas.
Impartió clases de interpretación, arte de hablar en público, cultura general, expresión corporal, danza rítmica, dicción y lectura interpretativa a profesionales del teatro y la televisión, como Marco Vinicio Bedoya, Janet Blacio, Hilda Murillo y Jesús Fichamba.
Santos fue director de eventos de la Casa de la Cultura, Núcleo del Guayas, y capacitó en el área cultural a las reinas de belleza Katty López (Miss Ecuador 2006), Cristina Reyes (Miss Mundo 2004), Doménica Saporiti (Miss Ecuador 2008) y María Fernanda Cornejo (Miss International 2011).
En 2011, Santos fue parte del elenco de la película Pescador, dirigida por Sebastián Cordero, interpretando a Carlos Adrián Solórzano padre de Blanquito (Andrés Crespo).